# Косме Анвене
'Косме Анвене Ебанг Ела (ісп. Cosme Anvene Ebang Elá; нар. 3 березня 1990, Анікос, Екваторіальна Гвінея) — гвінейський футболіст, захисник клубу «Депортіво Унідад» та національної збірної Екваторіальної Гвінеї.

## Клубна кар'єра
Футбольну кар'єру розпочав у складі «Пантер». У 2012 році дебютував у Прем'єр-лізі Екваторіальної Гвінеї. Наступного року перебрався в «Депортіво Унідад». У 2018 році виступав за «Леонес Вегетаріанос». З 2019 року знову захищає кольори «Депортіво Унідада».

## Кар'єра в збірній
У футболці національної збірної Екваторіальної Гвінеї дебютував 12 грудня 2015 року в програному (0:2) матчі кваліфікації чемпіонату світу 2018 року проти Марокко.
Потрапив до списку гравців, які поїхали на Кубок африканських націй 2021 року.

## Статистика виступів

### У збірній
Станом на 28 грудня 2021.

### Cronologia presenze e reti in nazionale
| Дата       | Місто      | Господарі            | Результат | Гості                | Турнір            | Голи | Примітки |
| ---------- | ---------- | -------------------- | --------- | -------------------- | ----------------- | ---- | -------- |
| 12-11-2015 | Агадір     | Марокко              | 1 – 2     | Екваторіальна Гвінея | Відбір до ЧС 2018 | -    | 52'      |
| 9-10-2017  | Бата       | Екваторіальна Гвінея | 3 – 1     | Маврикій             | товариський матч  | -    |          |
| 15-1-2018  | Танжер     | Лівія                | 3 – 0     | Екваторіальна Гвінея | ЧАН 2018          | -    |          |
| 19-1-2018  | Танжер     | Руанда               | 1 – 0     | Екваторіальна Гвінея | ЧАН 2018          | -    |          |
| 23-1-2018  | Агадір     | Екваторіальна Гвінея | 1 – 3     | Нігерія              | ЧАН 2018          | -    |          |
| 28-1-2018  | Мачакос    | Кенія                | 1 – 0     | Екваторіальна Гвінея | товариський матч  | -    |          |
| 28-7-2019  | Нджамена   | Чад                  | 3 – 3     | Екваторіальна Гвінея | квал. ЧАН 2020    | -    |          |
| 4-8-2019   | Малабо     | Екваторіальна Гвінея | 2 – 1     | Чад                  | квал. ЧАН 2020    | -    |          |
| 22-9-2019  | Малано     | Екваторіальна Гвінея | 2 – 2     | Республіка Конго     | квал. ЧАН 2020    | -    |          |
| 3-9-2019   | Браззавіль | Республіка Конго     | 1 – 2     | Екваторіальна Гвінея | квал. ЧАН 2020    | -    |          |
| 16-11-2021 | Нуакшот    | Мавританія           | 1 – 1     | Екваторіальна Гвінея | Відбір до ЧС 2022 | 1    | 90'      |
| Усього     |            | Матчів               | 11        |                      | Голів             | 0    |          |